# Gabriel Bortoleto
Gabriel Bortoleto Oliveira (São Paulo, 14 oktober 2004) is een Braziliaans autocoureur. In 2023 behaalde hij de titel in het FIA Formule 3-kampioenschap en in 2024 werd hij kampioen in de Formule 2. Sinds 2023 maakt hij deel uit van het McLaren Driver Development Programme, het opleidingsprogramma van het Formule 1-team van McLaren. In 2025 maakt hij zijn Formule 1-debuut bij het team van Sauber.

## Carrière

### Karting
Bortoleto begon zijn autosportcarrière in 2012 in het karting in zijn thuisland Brazilië. Hij nam deel aan het Campeonato Sulbrasileiro de Kart. In 2018 beleefde hij zijn meest succesvolle jaar in de karts, met een derde plaats in de OKJ-klasse in zowel het wereld- als het Europees kampioenschap karting en een tweede plaats in de WSK Super Master Series en de Andrea Margutti Trophy. Hij bleef tot 2019 actief in het karting.

### Formule 4
In 2020 stapte Bortoleto over naar het formuleracing en debuteerde hij in het Italiaanse Formule 4-kampioenschap bij het Prema Powerteam. Hij behaalde zijn eerste drie podiumplaatsen op het Circuit Mugello, waaronder zijn eerste overwinning, en voegde hier op het Autodromo Nazionale Monza nog twee podiumfinishes aan toe. Met 157 punten werd hij vijfde in het klassement.

### Formula Regional
In 2021 kwam Bortoleto uit in het Formula Regional European Championship bij FA Racing, het team van Formule 1-coureur Fernando Alonso. Hij behaalde een podiumplaats op de Red Bull Ring en werd zo met 44 punten vijftiende in de eindstand.
In 2022 begon Bortoleto het jaar in het Formula Regional Asian Championship bij het team 3Y by R-ace GP. Hij reed in slechts twee van de vijf raceweekenden, maar behaalde hierin wel een overwinning op het Yas Marina Circuit. Met 46 punten werd hij veertiende in het kampioenschap. Aansluitend keerde hij terug in het Formula Regional European Championship, waarin hij eveneens overstapte naar R-ace GP. Hij behaalde twee podiumplaatsen op het Autodromo Internazionale Enzo e Dino Ferrari en op de Hungaroring, voordat hij op het Circuit de Spa-Francorchamps zijn eerste zege boekte. Op het Circuit de Barcelona-Catalunya startte hij voor het eerst vanaf pole position en behaalde hij zijn tweede overwinning. In de seizoensfinale op Mugello startte hij ook vanaf pole position, maar werd hij tweede in de race. Met 176 punten werd hij zesde in het eindklassement.

### Formule 3
In 2023 debuteerde Bortoleto in het FIA Formule 3-kampioenschap bij het team Trident. Hij won de eerste twee hoofdraces van het seizoen op het Bahrain International Circuit en het Albert Park Street Circuit. In de rest van het jaar behaalde hij podiumplaatsen op de Red Bull Ring, Silverstone, de Hungaroring en Monza. Na afloop van de kwalificatie op Monza werd hij gekroond tot kampioen in de klasse, waarin hij 164 punten behaalde. Aan het eind van dat jaar werd hij tevens opgenomen in het McLaren Driver Development Programme, het opleidingsprogramma van het Formule 1-team van McLaren.

### Formule 2
In 2024 maakte Bortoleto de overstap naar de Formule 2, waarin hij bij het team Invicta Racing debuteerde. Hij won zijn eerste race op de Red Bull Ring. Op Monza behaalde hij zijn tweede overwinning, nadat hij vanaf de laatste plaats was gestart. Ook stond hij op Imola, het Circuit de Monaco, Spa-Francorchamps en het Losail International Circuit op het podium. Voorafgaand aan het laatste raceweekend op Yas Marina stond hij met een halve punt voorsprong op Isack Hadjar bovenaan in het kampioenschap. Hij eindigde in dit weekend als tweede in beide races en werd zodoende gekroond tot Formule 2-kampioen.

### Formule 1
Op 6 november 2024 werd bekend dat Bortoleto vanaf 2025 in de Formule 1 zal gaan rijden als teamgenoot van Nico Hülkenberg in het Kick Sauber team.

## Formule 1-carrière

### Team
| Jaar/Jaren | Team        |
| ---------- | ----------- |
| 2025       | Kick Sauber |

### Statistiek
Onderstaande tabel is bijgewerkt tot en met de  Grand Prix van Hongarije 2025.
|                       | 2025 * | Totaal         |
| --------------------- | ------ | -------------- |
| Aantal races          | 13 *   | 13 (13 starts) |
| Aantal zeges          | 0 *    | 0              |
| Aantal pole-positions | 0 *    | 0              |
| Aantal snelste rondes | 0 *    | 0              |
| Aantal podiumplaatsen | 0 *    | 0              |
| Aantal WK-punten      | 6 *    | 6              |
| Eindstand WK          | 19 *   |                |

* Seizoen loopt nog.

### Formule 1-resultaten
| Kleur  | Resultaat                       |
| ------ | ------------------------------- |
| Goud   | Winnaar                         |
| Zilver | Tweede plaats                   |
| Brons  | Derde plaats                    |
| Groen  | Gefinisht (punten behaald)      |
| Blauw  | Gefinisht (geen punten behaald) |
| Blauw  | Niet geklasseerd (NC)           |
| Paars  | Uitgevallen (DNF)               |
| Rood   | Niet gekwalificeerd (DNQ)       |

| Kleur   | Resultaat                              |
| ------- | -------------------------------------- |
| Zwart   | Gediskwalificeerd (DSQ)                |
| Wit     | Niet gestart (DNS)                     |
| Blanco  | Gewond (INJ)                           |
| Blanco  | Uitgesloten (EX)                       |
| Blanco  | Teruggetrokken (WD) / Niet deelgenomen |
| 1, 2, 3 | Sprint positie (punten behaald)        |
| P       | Poleposition                           |
| S       | Snelste ronde                          |

| Jaar  | Inschrijving | Chassis    | Motor             | 1       | 2      | 3      | 4      | 5      | 6       | 7      | 8      | 9      | 10     | 11    | 12      | 13    | 14    | 15    | 16    | 17    | 18    | 19    | 20    | 21    | 22    | 23    | 24    | Pos | Punten |
| ----- | ------------ | ---------- | ----------------- | ------- | ------ | ------ | ------ | ------ | ------- | ------ | ------ | ------ | ------ | ----- | ------- | ----- | ----- | ----- | ----- | ----- | ----- | ----- | ----- | ----- | ----- | ----- | ----- | --- | ------ |
| 2025* | Kick Sauber  | Sauber C45 | Ferrari 066/15 V6 | AUS DNF | CHN 14 | JPN 19 | BHR 18 | SAR 18 | MIA DNF | EMI 18 | MON 14 | SPA 12 | CAN 14 | OOS 8 | GBR DNF | BEL 9 | HON 6 | NED 0 | ITA 0 | AZE 0 | SIN 0 | VST 0 | MXS 0 | SAP 0 | LSV 0 | QAT 0 | ABU 0 | 19* | 6 *    |

- * Seizoen loopt nog.